# Santuario del Santissimo Crocifisso (Pontedera)
La chiesa del Santissimo Crocifisso, detta anche "chiesa vecchia", si trova in pieno centro a Pontedera, in piazza Curtatone.

## Storia
Verso la fine del XIII secolo gli abitanti del castello di Pontedera richiesero al Comune di Pisa la costruzione di una chiesa all'interno della cinta muraria. Fino ad allora esisteva solamente la chiesa di San Martino, della quale oggi non rimane traccia, appena fuori le mura. Fu costruita fra il 1270 e il 1272 ma completamente trasformata nel corso dei secoli XVII e XVIII (a partire dal 1633).
La chiesa ebbe il titolo di propositura posta fino agli inizi del XX secolo sotto il pievanato di Calcinaia ed era dotata di fonte battesimale e di un cimitero.
La notte seguente il venerdì santo del 1612 si sviluppò un incendio, evidentemente per qualche cero lasciato inavvertitamente acceso, che distrusse parte della chiesa lasciando però intatto il crocefisso ligneo. Da quel momento il crocefisso fu creduto miracoloso, divenendo oggetto di culto soprattutto nel XVII secolo.
Originariamente intitolata ai santi Filippo, Iacopo e Biagio, la chiesa assunse la denominazione attuale nel 1936 a seguito dell'elevazione a propositura del duomo pochi anni dopo la sua costruzione.

L'incendio del XVII secolo e i bombardamenti dell'ultima guerra l'hanno gravemente danneggiata, tanto che dell'aspetto originale rimane oramai ben poco. Dal 1956 al 1959 sono stati effettuati lavori di restauro curati da Renzo Bellucci e finanziati dal Ministero dei lavori pubblici. Parte dell'edificio fu utilizzato come sala cinematografica, rimasta in attività fino al 2006.
Nel 1992, con la ripavimentazione della piazza antistante, sono riemersi le rovine del cimitero e dei resti umani.
L'ultimo restauro è stato effettuato nel 2000 sotto la direzione dell'architetto Fabio Scarpetti.

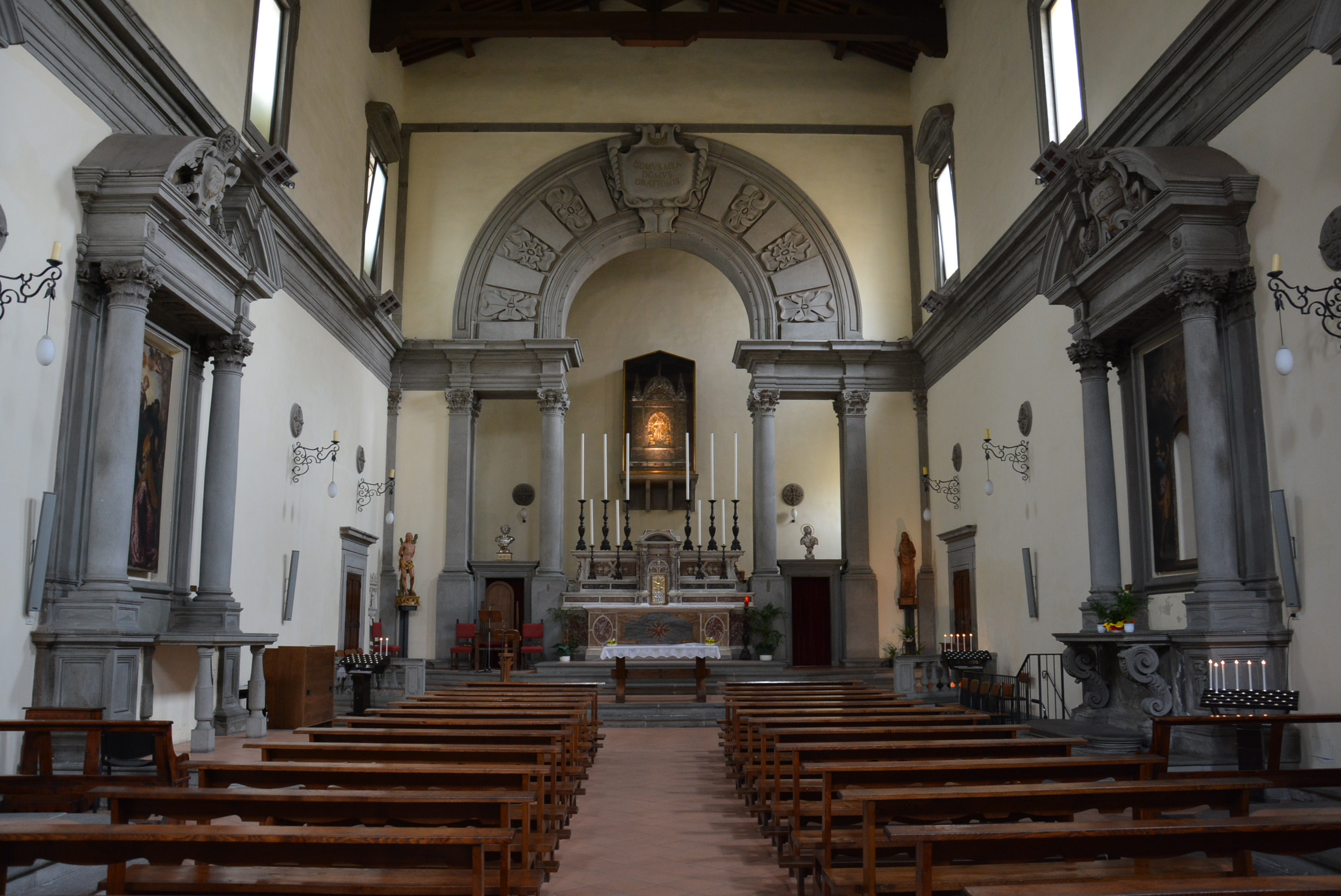
Interno

## Descrizione
L'interno si presenta ad unica navata con sei altari laterali. Tra le opere che possiamo ammirare troviamo:
- la scultura lignea dell'Annunziata della bottega di Nino Pisano (metà XIV secolo), figlio di Andrea da Pontedera;
- un frammento di affresco del XIV secolo di scuola pisana, raffigurante la Madonna del Carmine, attribuito a Turino Vanni;
- la tavola con la Madonna del Rosario tra i santi Monica, Domenico e Agostino vescovo, capolavoro di Ludovico Cardi, detto il Cigoli,  siglata in basso a sinistra "L.C." e datata 1595, in cui l'artista interpreta con grande originalità e libertà un soggetto tradizionale e omologato e in cui, accanto al baroccismo e al correggismo (come nel Bambino), dispiega un affascinante colorismo neoveneziano, soprattutto desunto da Tiziano, come, al massimo grado, nella pianeta di Sant'Agostino;[1]
- un tabernacolo in marmo, attribuito agli scultori Riccomini e Gagini;
- sull'altare maggiore un tabernacolo ottocentesco in argento sbalzato opera di Gaspare e Silvestro Mariotti, commissionato per accogliere il Crocifisso ligneo del XVI secolo;
- San Sebastiano, opera in legno policromo del XVIII secolo;
- Scena del battesimo di Cristo, affresco del XVIII secolo venuto alla luce solo dopo i restauri del 2000.